# Lomas de Zamora
Pour les articles homonymes, voir Zamora (homonymie).
Lomas de Zamora est une ville de la province de Buenos Aires, en Argentine. Elle est située dans la zone centre-est de la province et fait partie de l'agglomération du Grand Buenos Aires. Elle est le chef-lieu du partido de Lomas de Zamora.

## Population
La ville avait une population de 111 897 habitants en 2001.

## Religion
Lomas de Zamora est le siège d'un évêché catholique romain, dont le diocèse est suffragant de l'archidiocèse de Buenos Aires.

## Personnalités
- Alexandrine Rappel (-2008) écrivaine francophone